# Реверанс

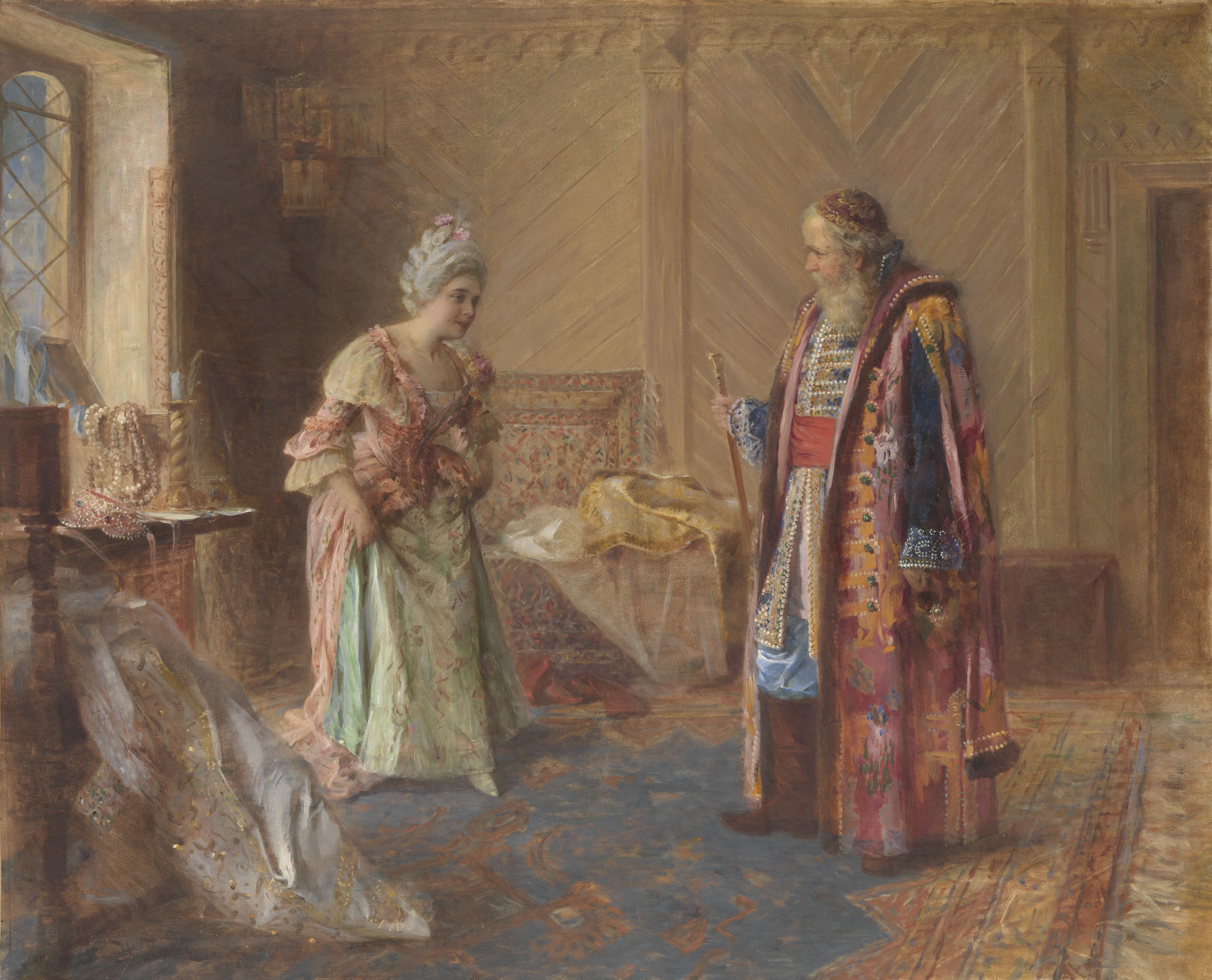
И. А. Пасс «Первый реверанс», до 1935.

Ревера́нс (фр. révérence от révérer «почитать») — форма глубокого женского поклона с приседанием, преувеличенное выражение почтительности, традиционный жест приветствия, женский эквивалент мужского поклона в западной культуре.
Представляет собой приседание на одной ноге с опорой на кончики пальцев другой, поставленной сзади (как заключительное па выступления балерины, партнёрши в парных бальных или спортивных танцах, знак благодарности за аплодисменты или выражения согласия на танец с каким-л. партнёром). При исполнении реверанса женщина отводит одну ногу назад, касаясь пола кончиком носка и, сгибая колени, выполняет полуприседание, одновременно делается наклон головы, взгляд направляется вниз. Подол обычно слегка придерживается руками. Танцевальный реверанс выполняется в совокупности с шагами и с выведением ноги на носок вперёд.
В XVIII—XIX столетиях реверансы исполнялись не только женщинами. Так, в романе А. С. Пушкина «Арап Петра Великого» дважды говорится о реверансах, исполняемых мужчинами: один раз для приветствия государя (Петра I), другой раз речь ведётся о необходимости трёх реверансов для приветствия молодой дамы.
Такой вид приветствия обычно используют по отношению к человеку, имеющему более высокий социальный статус. В европейской культуре женщины традиционно выполняли реверанс перед аристократами или членами королевской семьи. Также, согласно танцевальному этикету, женщина всегда делала реверанс перед началом танца в ответ на поклон кавалера.
На сцене танцовщицы делают реверанс в конце своего выступления, чтобы показать благодарность и/или признать аплодисменты аудитории, зачастую при этом выполняются несколько реверансов подряд в разные стороны. Также в начале и в конце занятия в балетном классе ученицы традиционно делают реверанс учителю и пианисту.
В быту со временем реверанс был вытеснен непринуждённым книксеном (нем. knickschen или knicksen): женщина чуть сгибает свои ноги в коленях и делает лёгкий кивок. Приседание в книксене не столь глубокое, и, в отличие от плавного реверанса, выполняется быстро. Книксеном приветствовали педагога ученицы или женская домашняя прислуга своего нанимателя.
В наше время в обывательской жизни ни реверанс, ни книксен практически не используются. Однако по-прежнему сохраняется традиция делать реверанс перед членами королевских семей.

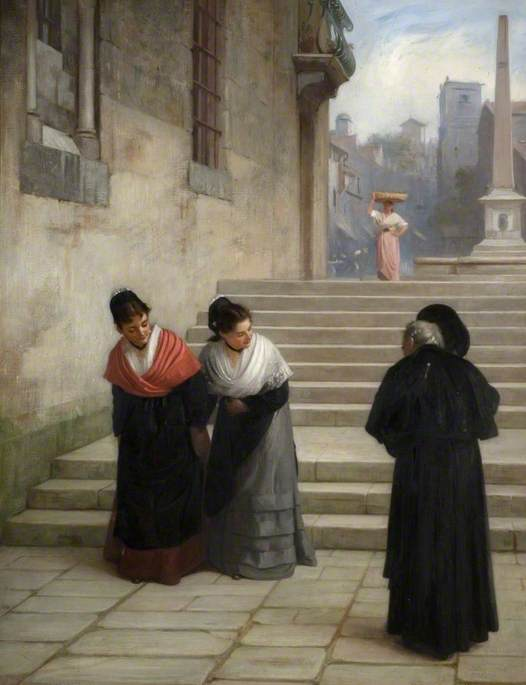
Ф. Г. Кальдерон "Реверанс", 1876
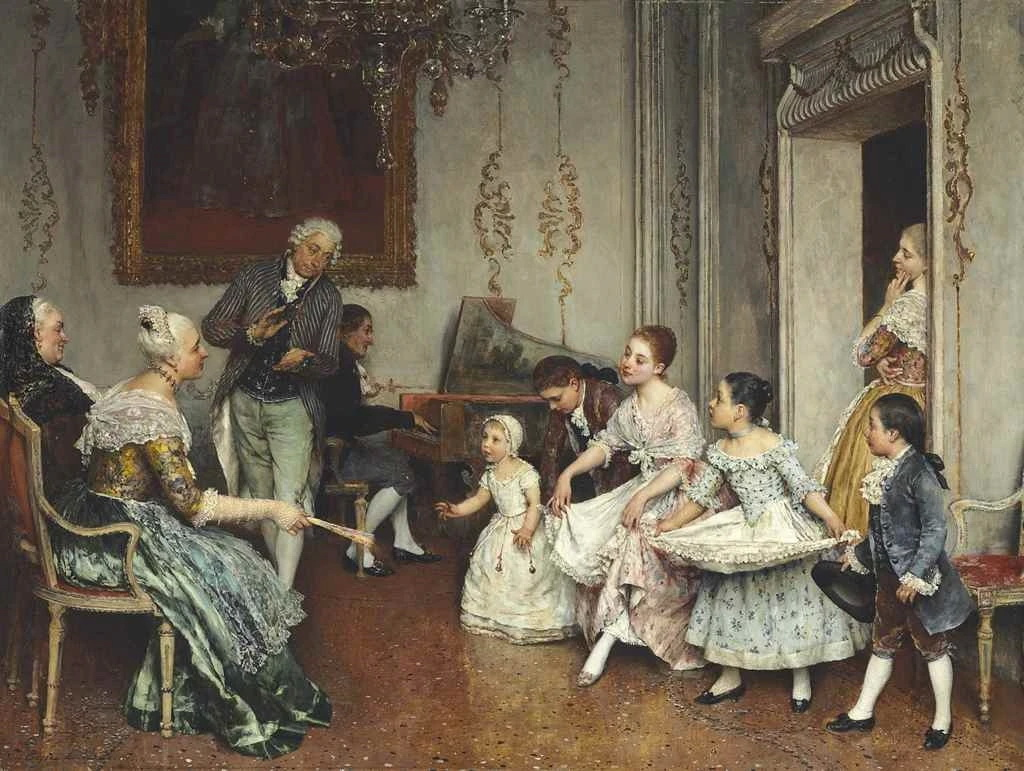
Эжен де Блаас "Приветствие", 1883
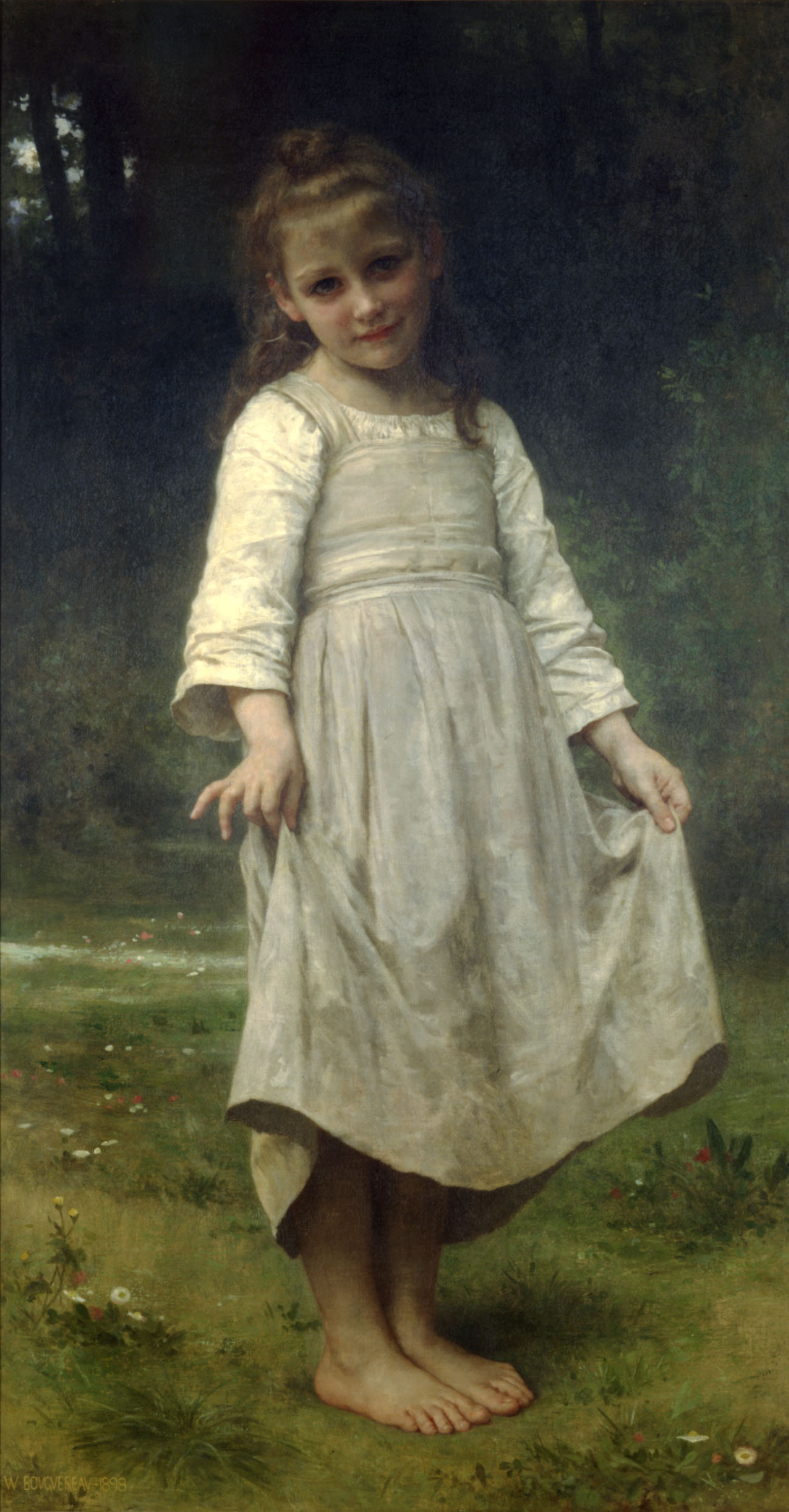
Вильям Адольф Бугро. Книксен. 1898
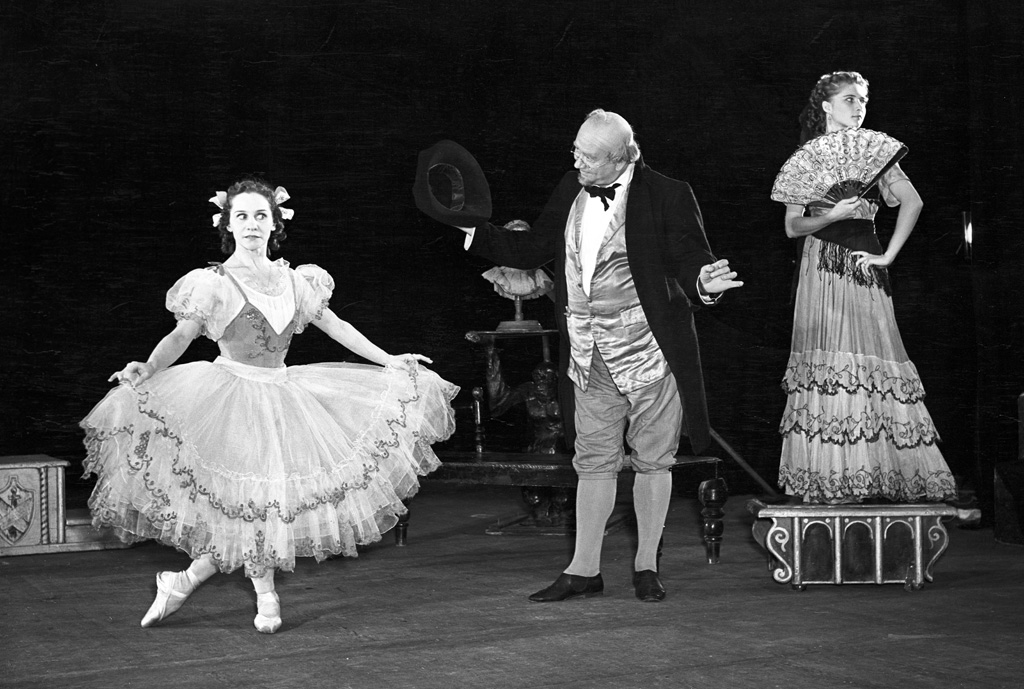
О.Лепешинская, А. Радунский и И.Васильева в сцене из балета "Коппелия". Большой театр, 1957
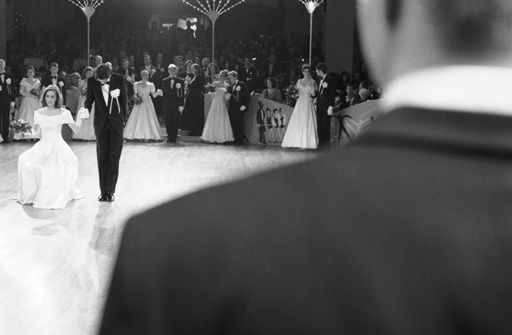
Перед танцем девушка делает книксен, мужчина наклоняет голову
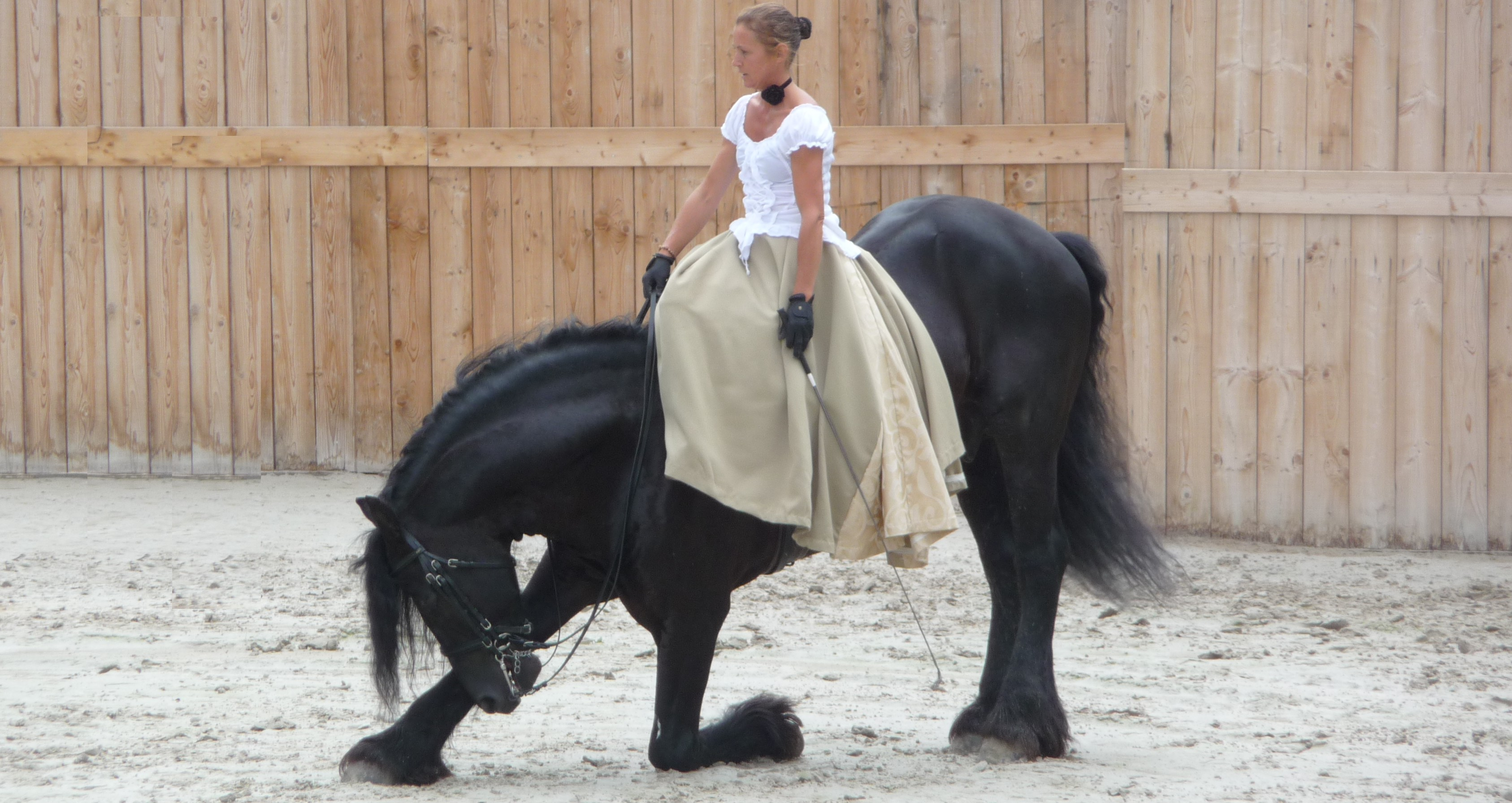
Поклон фризской лошади во время демонстрационного выезда